# Нова Указна
Нова Ука́зна (рос. Новая Указна) — присілок у складі Шабалінського району Кіровської області, Росія. Входить до складу Ленінського міського поселення.
Населення становить 38 осіб (2010, 136 у 2002).
Національний склад станом на 2002 рік — росіяни 91 %.